# Tajemniczy przybysze
Tajemniczy przybysze (jap. 地球防衛軍 Chikyū Bōeigun) – japoński film fantastyczno-naukowy z 1957 roku w reżyserii Ishirō Hondy.

## Fabuła
Astrofizyk Ryōichi Shiraishi wraz ze swą narzeczoną Hiroko, siostrą Etsuko i jej chłopakiem, Jōji Atsumim uczestniczy w festiwalu O-bon odbywającym się przy górze Fudżi. Atsumi pyta się Shiraishiego o powód zerwania swych zaręczyn z Hiroko i wytyka mu się, że ostatnio zachowuje się bardzo dziwnie. Nagle festiwal zostaje przerwany z powodu nadciągającego pożaru. Następnego dnia Atsumi przekazuje doktorowi astronomii Kenjirō Adachiemu badania Shiraishiego nt. Mysteroidu, planetoidy mającej znajdować się pomiędzy Marsem a Saturnem. W rozmowie Adachi mówi, że teoria Shiraishiego jest zbyt nieprawdopodobna i zwraca uwagę, że jego raport jest niedokończony. Wkrótce Atsumi otrzymuje informację, że osuwisko niszczy wioskę, w której pracuje Shiraishi.
Atsumi jako naukowiec dołącza do wojskowego dochodzenia i uwagę wszystkich przykuwa zmienna radiacja wokół miejsca oraz śnięcie ryb w pobliskiej rzece. Z kolei jezdnia jest gorąca do tego stopnia, że pali opony. Po chwili z góry wychodzi gigantyczny robot z działami laserowymi w oczach. Wieczorem robot niszczy słupy elektroenergetyczne i atakuje pobliskie miasteczko, co Atsumi łączy z badaniami Shiraishiego. Lądowe Siły Samoobrony ewakuują mieszkańców i unieszkodliwiają robota poprzez wysadzenie mostu. W Tokio na posiedzeniu rządu Atsumi informuje, że robota wykonano z materiałów nieznanych na Ziemi i może mieć powiązanie z osuwiskiem i pożarem. W swym obserwatorium Adachi dostrzega niezidentyfikowane obiekty z Księżyca, co potwierdza teorie Shiraishiego. Dzieli się tym odkryciem z Atsumim mówiącym, że podczas ewakuacji on i Etsuko widzieli UFO.
Adachi przewodzi wyprawie naukowej badającej jezioro opisane w badaniach Shiraishiego. Nagle, nieopodal, z ziemi wyłania się kopuła. Głos dochodzący z niej prosi o spokój i po imionach i nazwiskach wywołuje Atsumiego, Adachiego oraz trzech innych naukowców nalegając o wizytację. Osłupieni naukowcy mimo obaw wchodzą do kopuły. W środku witają ich przybysze z kosmosu nazywający siebie Mysterianami z Mysteroidu. Ich przywódca wyjaśnia, że chcą uniknąć konfliktu, mając przewagę technologiczną. Mówi także, że tysiąc lat temu na Mysteroidzie wybuchła wojna nuklearna, a jej niedobitki uciekły na Marsa. Spytany o cel ziemskiej wizyty, przywódca prosi o zarezerwowanie terenu 3 kilometrów wokół kopuły oraz kontakt seksualny z ziemskimi kobietami, ponieważ 80% Mysterian z powodu skażenia strontem-90 rodzi się zdeformowanych. Wybrali już pięć kobiet do tego celu, wśród których są Hiroko i Etsuko.
Ministerstwo Obrony oficjalnie odmawia ich żądań i przygotowuje się do ataku kopuły. Atsumi informuje Hiroko i Etsuko o zamiarach kosmitów wobec nich i policyjnej ochronie. Wkrótce przez telewizor kontaktuje się z nimi Shiraishi. Informuje, że przeszedł na stronę Mysterian i dla dobra Ziemi prosi o odwołanie wojska i spełnienie żądań kosmitów. Wojska atakują bezskutecznie kopułę, która w kontrataku przy pomocy latających spodków niszczy ziemskie maszyny. W sztabie wojskowym dochodzi informacja, że promienie zastosowane przez Mysterian mają moc 10 tys. promieni gamma i siłę rażenia jak wielkie trzęsienie ziemi w regionie Kantō. Wobec tego kpt. Seki pracuje nad nowym typem broni. Nocą mysteriańskie latające spodki informują Ziemian, że działają tylko w samoobronie i nalegają o spełnienie ich warunków.
Na konferencji prasowej Adachi informuje, że po Japonii następne mogą być Stany Zjednoczone lub Związek Radziecki, i gdy spełni się żądania Mysterian, to będą żądać rozleglejszego terenu. Tymczasem w bazie Mysterian, ich przywódca informuje Shiraishiego, że za 5 tys. ziemskich godzin zostanie ukończona podziemna baza ułatwiająca kontrolę nad obszarem. Podczas spotkania z amerykańskimi naukowcami pada informacja o tajnym satelicie z Arizony szpiegującym bazę Mysterian. Doktor Immelman porozumiewa się przez telewizor z Shiraishim informującym, że za 200 lat Ziemia pod panowaniem ludzi podzieli los Mysteroidu, a Mysterianie od tego uchronią. Zapewnia też, że ze stacji kosmicznej Mysterian wylatują spodki śledzące każdy ruch Ziemian.
Zostaje zwołane w Japonii posiedzenie ONZ, gdzie przedstawia się możliwe słabe punkty kosmitów, m.in. słaba odporność na ciepło oraz projekt elektrycznych dział. Następnego dnia Powietrzne Siły Samoobrony bezskutecznie atakują bazę Mysterian działami miotającymi wiązką energetyczną. Kosmici informują przedstawicieli wojsk, że zajmują teraz 120 kilometrów i unicestwią każdego ziemskiego intruza. Gdy naukowcy w akcie desperacji rozważają użycie bomby atomowej, Immelman informuje o opracowaniu Markalite F.A.H.P., samobieżnej anteny emitującej promienie o dużej mocy. Tymczasem Etsuko i Hiroko zostają porwane. Adachi chce wybić z głowy Atsumiemu ratunek dziewczyn, lecz ten informuje go, że podczas ostatniego ataku na kopułę odkrył tunel prowadzący do bazy Mysterian.
Do ponownego ataku na bazę użyte zostają trzy Markalite F.A.H.P. W trakcie wymiany ognia Atsumi przedziera się do środka, by ocalić ziemskie kobiety. Tymczasem Markalite F.A.H.P. słabną, a kopuła wciąż się opiera destrukcji. Mysterianie zalewają jedno z dział i pobliskie miasteczko. Ich uwagę zakłócają zniszczenia dokonywane przez Atsumiego, który zostaje złapany przez jednego z nich. To Shiraishi, który przyznaje, że Mysterianie go oszukali i nigdy nie mieli dobrych intencji i wyprowadza bezpiecznie Atsumiego i ziemskie kobiety. Przekazuje mu resztę swego raportu i następnie wraca do kopuły celem dalszego sabotażu. Kolejne działo Markalite F.A.H.P. zostaje zniszczone poprzez podkopanie przez drugiego mysteriańskiego robota, który sam ginie pod jego ciężarem. Osłabioną przez zniszczenia Shiraishiego kopułę Mysterian ostatecznie niszczy elektryczne działo rakiety bojowej. Atsumi wraz z kobietami dostrzega uciekające latające spodki. Wszyscy są zdania, że Mysterianie mogą powrócić, a Ziemia powinna być w stanie gotowości.

## Obsada
- Kenji Sahara – Jōji Atsumi
- Yumi Shirakawa – Etsuko Shiraishi
- Momoko Kōchi – Hiroko Iwamoto
- Akihiko Hirata – Ryōichi Shiraishi
- Takashi Shimura – dr Kenjirō Adachi
- Yoshio Tsuchiya – przywódca Mysterian
- Susumu Fujita – dowódca sił obronnych gen. Morita
- Hisaya Itō – drugi dowódca sił obronnych gen. por. Seki
- Yoshio Kosugi – dowódca sił powietrznych gen. Sugimoto
- Harold Conway – dr Immelman
- George Furness – dr Richardson
- Tetsu Nakamura – dr Tsutomu Kōda
- Senki Ikakata – dr Masao Noda
- Fuyumi Murakami – dr Nobuo Kawanami
- Yamada Tonosuke – zastępca Sekretarza Obrony
- Ren Imaizumi – Hayami
- Toki Mishima – pani Shiraishi
- Haruo Nakajima – Moguera / jeden z Mysterian / żołnierz wyskakujący z czołgu / policjant
- Katsumi Tezuka – Moguera / jeden z Mysterian / wieśniak

## Produkcja

### Przygotowania
| „The Mysterians to projekt większy w skali w porównaniu z Godzillą lub Rodanem – ptakiem śmierci i miał na celu być bardziej prawdziwym filmem science fiction... Chciałbym zetrzeć pojęcie [z czasów zimnej wojny] Wschodu przeciw Zachodowi i przekazać proste, uniwersalne dążenie do pokoju, zebranie się całej ludzkości jako jednego, by stworzyć pokojowe społeczeństwo.”– Ishirō Honda |

Film Tajemniczy przybysze powstał w odpowiedzi na amerykańskie produkcje Wojnę światów (1953) i Latające talerze (1956) oraz na fali popularności filmów o inwazji obcych. Jednakowo Ishirō Honda nie był zainteresowany wplataniem antykomunistycznych aluzji i w przeciwieństwie do hollywoodzkich produkcji promował międzynarodową współpracę przeciw zagrożeniu.
Odzwierciedlało to prawdziwe wydarzenia geopolityczne. W tym samym czasie, 18 grudnia 1956 roku, Japonia stała się członkiem ONZ mając nadzieję, że stanie się arbitrem pomiędzy amerykańsko-radzieckim konfliktem atomowym.
Za zarys scenariusza odpowiadał inżynier aeronautyczny i początkujący pisarz fantastyki naukowej, Jōjirō Okamii, zaś za ostateczny kształt scenariusza odpowiadali Takeshi Kimura i Shigeru Kayama. Był to ostatni scenariusz Kayamy opracowany dla Tōhō. W ostatniej minucie Tomoyuki Tanaka zdecydował, by w filmie pojawił się gigantyczny potwór celem zwiększenia zainteresowania widowni.

### Preprodukcja

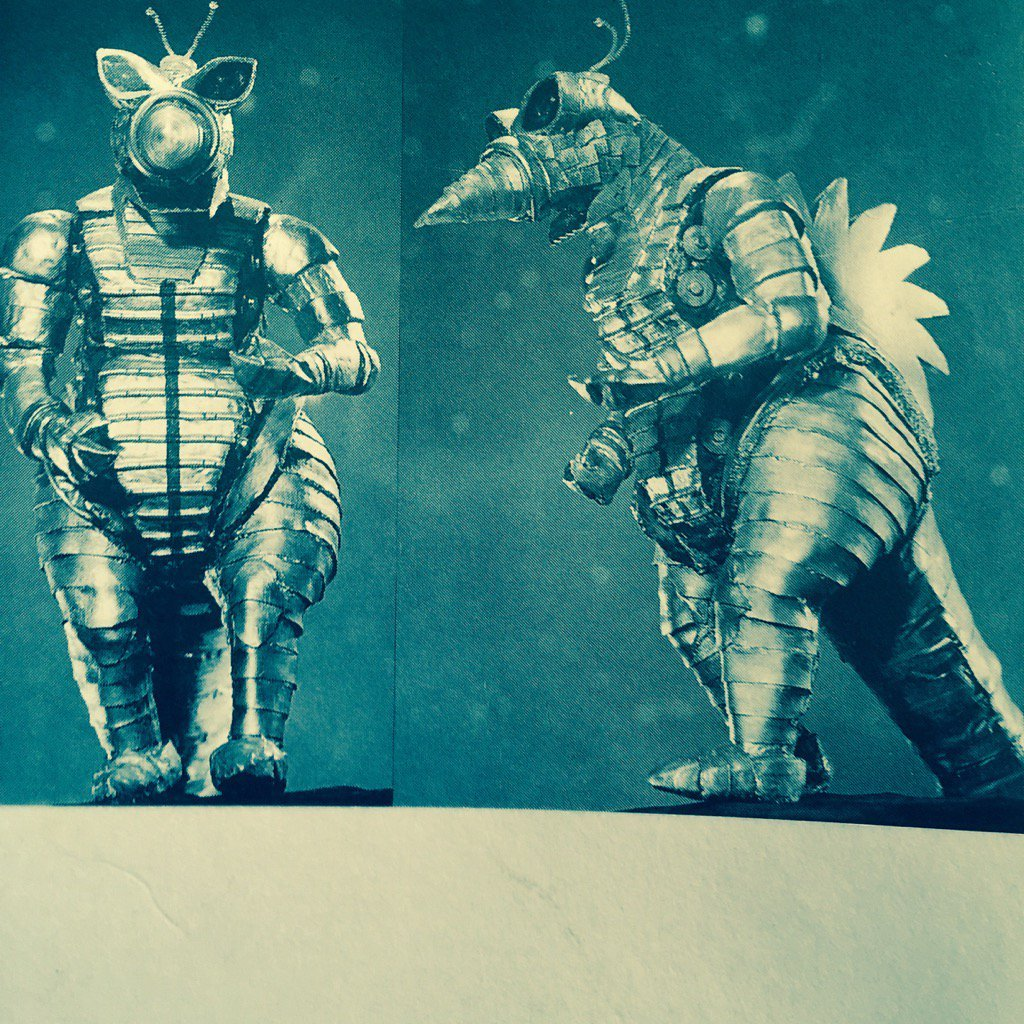
Prototyp Moguery

Gigantyczny potwór na pierwszych szkicach koncepcyjnych był kretopodobnym gadem. Stąd w nawiązaniu do słowa mogura (jap. モグラ; kret) wzięło się jego imię Mogera (na rynek międzynarodowy Moguera). Jednak Honda nalegał na zrobienie z Moguery robota jako wyższość technologiczną Mysterian, a także by odróżnić ją od poprzednich kaijū.
30-centymetrowy prototypowy model Moguery został skonstruowany jako odniesienie do proporcji kostiumu, aby umożliwić założenie go przez człowieka. Ten model koncepcyjny różnił się pod kilkoma względami od ostatecznego projektu kombinezonu, który posiadał wyrazistszą metalową szczękę i bardziej humanoidalny kształt ciała z bardziej ludzkimi dłońmi, z jednym dużym trójkątnym palcem i kciukiem. Model ten został wykorzystany w materiałach promocyjnych do filmu, a produkty z firm zabawkarskich Marusan i Bullmark bazowały na nim zamiast filmowego kostiumu.
14 października 1957 troku wyniesiono na orbitę pierwszego w historii sztucznego satelitę Ziemi, Sputnik 1, co pozwoliło twórcom umieścić w scenariuszu wątek sztucznych satelitów.

### Casting
Początkowo Yoshio Tsuchiya został obsadzony w głównej roli jako Atsumi, jednak był bardziej zainteresowany zagraniem przywódcy Mysterian, mimo ostrzeżeń ze strony Hondy, że jego twarz będzie niewidoczna przez cały film. Do roli Atsumiego i Etsuko zostali zatrudnieni znani z Rodana – ptaka śmierci (1956) Kenji Sahara i Yumi Shirakawa. W obsadzie znalazło się także troje aktorów z Godzilli (1954) – Momoko Kōchi, Akihiko Hirata i Takashi Shimura.
Rolę głównego dowódcy wojsk przeciw Mysterianom zagrał Susumu Fujita, jeden z etatowych aktorów Akiry Kurosawy znany głównie z odgrywania żołnierzy z okresu II wojny światowej.
Do roli ekspertów ONZ zostali zatrudnieni George Furness, brytyjski prawnik reprezentujący mecenasów Cesarstwa Japonii podczas Międzynarodowego Trybunału Wojskowego dla Dalekiego Wschodu oraz Harold Conway, amerykański księgowy podatkowy pracujący w Japonii, który potem był często rekrutowany do odgrywania postaci zachodnich, głównie amerykańskich, oficjeli w japońskich filmach.

### Muzyka
Za muzykę odpowiadał Akira Ifukube, któremu zapewniono dosyć dużą orkiestrę, prawdopodobnie jego największą jak dotąd w jego karierze filmowej. Kompozytor wykorzystał tę samą instrumentację w partyturach Godzilli i Rodana – ptaka śmierci, ale z następującymi dodatkami i różnicami: Ifukube wykorzystał dwa typy puzonów (tenor i bas), dwa rodzaje tuby (bas i kontrabas), sarusofon, wibrafon i, jak w Rodanie – ptaku śmierci, dwa fortepiany.
Ścieżka dźwiękowa filmu została zaprezentowana w systemie dźwiękowym Perspecta, jako pierwsza z filmowego dorobku Ifukube.

### Realizacja
Tajemniczy przybysze byli pierwszym filmem tokusatsu kręconym w standardzie TohoScope – będącym odpowiedzą Tōhō na amerykański CinemaScope, jak i pierwszym filmem szerokoekranowym Hondy. Został nakręcony w kolorze i zapisany na taśmie Eastmancolor. Za efekty specjalne odpowiedzialny był Eiji Tsuburaya.
Wykorzystano także prawdziwy sprzęt wojskowy Japońskich Sił Samoobrony do części scen, a także sześciuset żołnierzy jako statystów. Pozwolono Tōhō także nagrać godzinny film z rozładunku samolotu towarowego Wojskowego Transportu Lotniczego US Air Force, wobec producenci zaprzestali produkcji filmu i wykorzystali wszystkie dostępne kamery, aby nakręcić operację pod różnymi kątami. Ukrywanie numeru rejestracyjnego samolotu sprawiało wrażenie, jakby wylądowało wiele samolotów.
Do budowy dekoracji zaczęto stosować plastik, który dopiero wchodził na szeroką skalę i był dość drogi, by nadać mysteriańskim siedzibom wrażenie czegoś, co nie występuje na Ziemi.

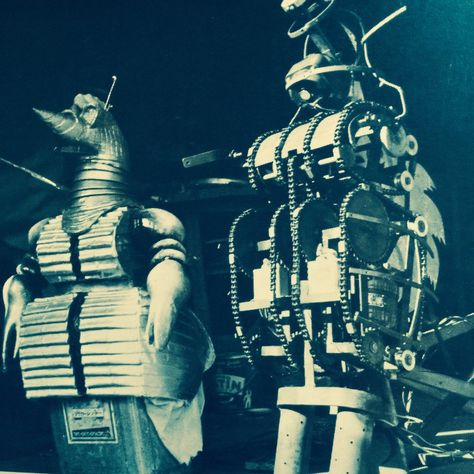
Niewykorzystana marionetka Moguery

Kostium Moguery wykonali bracia Kanju i Yasuei Yagi, zaś za głowę odpowiadał Teizo Toshimitsu. Jako że na tym etapie produkcji ciało Moguery stało się segmentowane, głowa, górna i dolna części korpusu składały się z oddzielnych elementów, które musiały być nakładane indywidualnie. Metalową powierzchnię kostiumu pomalowano materiałem winylowym. Z uwagi na to, iż kostium składał się z dwóch oddzielnych części, grający Moguerę Haruo Nakajima i Katsumi Tezuka nosili kostium jedynie do pasa, w scenach, w których nogi Moguery tupały oraz kopały budynki i jeepy.
Miniaturowa marionetka z obracającym się wiertłowym nosem i obracającymi się ramionami o wielkości połowy kostiumu Moguery została stworzona, aby przedstawić drugą Moguerę zagrzebaną pod ziemią. Początkowo filmowcy planowali do tej sceny zbudować z gąsienicą samobieżną marionetkę górnej części tułowia Moguery, ale było to zbyt trudne do zrealizowania. Istnieją jednak fotografie budowanej miniatury samobieżnej z widocznymi wbudowanymi zębatkami.
Zaimprowizowany przez Yoshio Tsuchiyę dialog o podbiciu Księżyca pochodził z osobistych doświadczeń aktora. W latach 50. XX wieku Tsuchiya, prywatnie wielki fan science-fiction i eksploracji kosmosu, należał do organizacji promującej misję na Księżyc. Aktor był tak oddany idei, że przekonał innych aktorów, Toshirō Mifune i Takashiego Shimurę do przyłączenia się. Niestety, odkrył, że organizacja defraudowała środki pieniężne przeznaczone na to przedsięwzięcie.
Harold Conway był nagrywany na żywo i mówił przed kamerą zarówno po angielsku, jak i po japońsku na japońskiej ścieżce dźwiękowej filmu. Była to rzadka okazja, by usłyszeć prawdziwy głos nie-japońskiego aktora w obu językach.

## Analiza
Tak jak w Godzilli (1954) jednym z głównych tematów jest antynuklearne przesłanie i negatywne promieniowania radioaktywnego uosabiane przez główny powód mysteriańskiej inwazji na Ziemię. Gdy podczas narady dotyczącej pokonania Mysterian pada sugestia o wykorzystaniu bomby jądrowej doktor Adachi, pokazany jako głos rozsądku, wspomina, że „Nie możemy użyć bomby wodorowej pod żadnym pozorem. To będzie oznaczać naszą ruinę”. Pod koniec wspomina, że ludzkość nie może popełnić tych samych błędów co Mysterianie.
Richard Pusateri z kanadyjskiego fanzinu „G-Fan” zauważył kolejne paralele między Godzillą a Tajemniczymi przybyszami w postaciach granych przez tych samych aktorów. Shiraishi i Hiroko są w podobnej sytuacji co Serizawa i Emiko z Godzilli, a ich związek wystawia na próbę badania naukowe prowadzone przez aktora granego przez Akihiko Hiratę. Także Adachi jest mentorem dla Shiraishiego niczym Yamane dla Serizawy. Peter H. Brothers na łamach tego samego fanzinu zauważył podobny związek z Rodanem – ptakiem śmierci (1956), gdzie w obu w filmach Kenji Sahara i Yumi Shirakawa grają chodzącą ze sobą parę.
W filmie ukazana została współpraca całego świata. O ile w podobnych amerykańskich filmach do współpracy ze wspólnym wrogiem zasiadali wyłącznie sojusznicy Stanów Zjednoczonych, tak w Tajemniczych przybyszach pokazano egalitarne spojrzenie na świat, przy jednym stole wraz z Japonią debatują przedstawiciele Stanów Zjednoczonych, ale i też Związku Radzieckiego, który w realnym świecie był w konflikcie ze Stanami Zjednoczonymi, a Japonia dopiero co normowała z nim stosunki.

## Premiera
Premiera kinowa Tajemniczych przybyszów odbyła się 28 grudnia 1957 roku w podwójnym pokazie z Sazae-san no seishun. Film w okrojonej wersji wznowiono w japońskich kinach 18 marca 1978 roku w ramach bloku filmowego dla dzieci Toho Champion Festival, będąc tym samym najstarszym tytułem w nim prezentowanym.
W Stanach Zjednoczonych film Tajemniczy przybysze miał być dystrybuowany przez RKO Radio Pictures, które zleciło dubbing wykonany w Nowym Jorku i opracowany przez Petera Riethofa i Carlosa Montalbána. Był to pierwszy film tokusatsu Tōhō, który otrzymał amerykańską wersję bez poważnych przeróbek. Dokonano nieznacznych cięć montażowych, zaś tłumaczenie na język angielski pozostało wierne japońskiemu skryptowi. Jednakże z powodu bankructwa RKO Radio Pictures prawa dystrybucyjne do filmu z wykonanym już dubbingiem przeszły do Loew’s Incorporated. Dystrybuowany przez MGM jako The Mysterians film miał premierę 15 maja 1959 roku w podwójnym pokazie z Watusi (1959).

## Odbiór

### Wynik finansowy
Film zarobił 193 mln jenów stając się drugim po Ryksiarzu najbardziej kasowym japońskim filmem w 1958 roku oraz dziesiątym najbardziej dochodowym filmem w Japonii. Według zapisów MGM film przyniósł studiu, w Stanach Zjednoczonych, zysk w wysokości 58 tys. dolarów.

### Recenzje
Amerykański dziennik „The New York Times” nazwał film „rozdzierającą uszy fantazją wyprodukowaną w Japonii, sfotografowaną w cieknącym kolorze i zdubbingowaną na język angielski”, i stwierdził: „Ta premiera Metro [MGM] jest wypełniona rutynowymi nagraniami z promieniami śmierci i szamotającymi się cywilami, z których nikt nie potrafi grać”. Amerykański tygodnik „Variety” określił film dobrze wyprodukowanym i zachwalał kunszt japońskich filmów w zakresie efektów specjalnych i miniatur, ale uznał film za „tak banalny, że aż wściekły”, zauważając, że „podczas gdy młodsi mogą być poruszeni przybyciem kosmicznych gremlinów, starsi bracia i wszyscy tacy jak oni będą pękać ze śmiechu”. Na łamach nowojorskiego tygodnika branżowego, „Harrison’s Reports”, napisano, że film jest „znacznie lepszy niż większość amerykańskich filmów tego typu” i „chociaż pomysł na historię oferuje niewiele, jest to powieść i akcja ciesząca się dużym zainteresowaniem głównie ze względu na wyobraźnię, skomplikowany, używany przez najeźdźców, statek kosmiczny z wieloma elektronicznymi gadżetami, oraz bardzo dobre efekty specjalne, które przedstawiają katastroficzne sceny zniszczenia, gdy najeźdźcy i Ziemianie walczą ze sobą za pomocą wszelkiego rodzaju broni”.
W brytyjskim miesięczniku „Monthly Film Bulletin” zauważono, że recenzowana przez niego wersja była „dubbingowana przez Amerykanów”, a jej „głównymi słabościami są drobna i zagmatwana fabuła, słabo rozwinięta charakterystyka i artyzm”. Pochwalono jednak film za twórczą reżyserię i spektakularną inscenizację z „prawdopodobnie najbardziej olśniewającym pokazem pirotechniki w gatunku do tej pory”. Redakcja amerykańskiego dziennika filmowego „Motion Picture Daily” pochwaliła efekty specjalne produkcji, pisząc, że „nawet najbardziej zmęczony fan akcji będzie musiał przyznać, że niektóre sceny masowych katastrof, pozornie niekończące się potyczki na niebie i ziemi oraz ultranowoczesna oprawa w stylu Bucka Rogersa, rzadko, jeśli w ogóle, miały sobie równych”.
W retrospektywie radzieckich filmów science fiction brytyjski reżyser, Alex Cox, porównał Tajemniczych przybyszów do polsko-enerdowskiego filmu, na podstawie powieści Astronauci Stanisława Lema, Milczącej Gwiazdy (1960), ale opisał ten ostatni jako „bardziej złożony i moralnie niejednoznaczny”. W retrospektywnym przeglądzie redakcja brytyjskiego magazynu „Sight & Sound” stwierdziła, że „jego [filmu] kosmiczna grafika i kolorowy design przewidują spektakularne fantazje, które Honda stworzy dla Tōhō w latach 60. XX wieku, w tym Mothry, Mothry kontra Godzilli, Ghidory – Trójgłowego potwora i Inwazji potworów”.

## Dziedzictwo

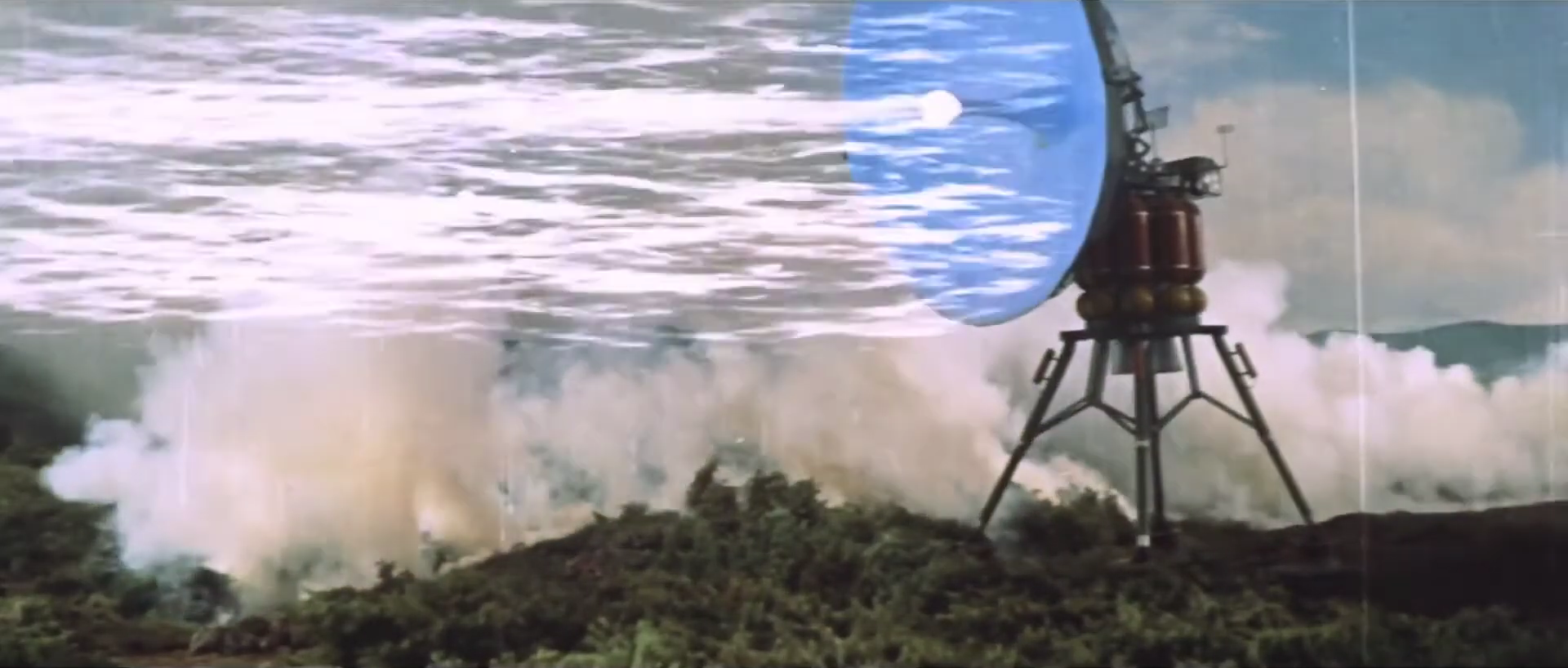
Działa Markalite F.A.H.P. były inspiracją do podobnych broni w kinie tokusatsu.

Obraz Tajemniczy przybysze okazał się być wpływowym i ważnym tytułem Tōhō w bibliotece filmów science fiction, inspirując kilka filmów o tematyce kosmicznej w reżyserii Ishirō Hondy, w tym luźnych kontynuacji filmu, Bitwa w kosmosie (1959) i Yōsei Gorasu (1962). Arsenał ziemskich sił był podstawą do podobnych maserowych machin w Mothrze (1961), tytułowej łodzi podwodnej w Atragonie (1963) czy Super X w drugiej serii filmów o Godzilli. Kōichi Kawakita, znany później jako reżyser efektów specjalnych do drugiej serii filmów o Godzilli i trylogii Mosura, powiedział, że był podekscytowany, gdy zobaczył ten film w szkole policealnej i zainspirował go do pracy nad efektami specjalnymi. Fani gatunku tokusatsu często chwalą film za udany film o inwazji kosmitów, znakomite efekty specjalne oraz przesłanie antynuklearne.
Był to również pierwszy japoński film z udziałem gigantycznego robota. Moguera stała się popularnym kaijū i była kojarzona z franczyzą Godzilli, mimo że wystąpiła dopiero w filmie Godzilla kontra Kosmogodzilla.

## Odniesienia w kulturze popularnej
- w odcinku 8. Ultra Q wykorzystano fragmenty ataku ziemskich wojsk na bazę Mysterianów[44].
- Moguera pojawia się w jednym z odcinków serialu anime Urusei Yatsura, „Taikutsu Shindorōmu! Tomobiki Chō wa Izu ko he!?” jako jeden z potworów z sennego wymiaru nawiedzającego rzeczywistość[45] oraz w pełnometrażowym filmie Urusei Yatsura 2: Beautiful Dreamer jako makieta wśród przeciskających się na schodach studentów podczas gorączkowych przygotowań w liceum w Tomobiki-cho do festiwalu[46].
- Moguera jako dziecko pojawia się w czołówce i przerywnikach odc. 3–4 OVA Godzilland; w jednej ze scen Moguera osłania się parasolem z ornamentem wyglądającym jak Mysterianin[47]
- w odcinku Pogromcy mitów, „Car vs. Rain”, podczas rozmowy Tory’ego Belleciego z badaczem laserowym, Karelem Urbankiem, pokazano trzy klipy z laserami, z których ostatni to scena wymiany ognia dział Markalite F.A.H.P. z mysteriańską kopułą; klipy te zostały pokazane w formacie czarno-białym z powodów komediowych[48].
- amerykański muzyk hip hopowy DJ Ez, będąc członkiem grupy hip hopowej Monsta Island Czars, nosił pseudonim Moguera[49].
- robot Mongrun, który pojawił się w odcinku serialu anime Sonic X, „Sonikku tai chitei kaijū”, jest pastiszem Moguery[50].
- amerykański zespół garage rockowy Question Mark and the Mysterians pochodzi od angielskiego tytułu The Mysterians.
- Yumi Shirakawa podczas występu w programie Kon’ya wa Saikō! (jap. 今夜は最高!) sparodiowała postać, którą zagrała w filmie.
- Mecha Morgan, z japońskiej serii gier wideo Katamari, był częściowo wzorowany na Moguerze.
- W trzecim odcinku serialu anime Godzilla: Singular Point uczennica ukrywająca się z innymi przed stadem Rodanów ma komórkę z wizerunkiem Mogery na tapecie[potrzebny przypis].